# Ulmer Einsatzgruppen-Prozess
Der Ulmer Einsatzgruppen-Prozess begann am 28. April 1958 vor dem Schwurgericht Ulm und richtete sich gegen zehn Gestapo-, SD- und Ordnungspolizeiangehörige, Teile des Einsatzkommandos Tilsit, das zwischen Juni und September 1941 laut einem Bericht Walter Stahleckers 5.502 jüdische Kinder, Frauen und Männer im litauisch-deutschen Grenzgebiet ermordet hatte. Der Prozess gilt als erster Wendepunkt in der justiziellen und öffentlichen Aufarbeitung des Nationalsozialismus.

## Gerichtsverfahren und Urteile
Die Angeklagten waren nach dem Krieg zunächst in ein bürgerliches Leben zurückgekehrt, und erst als der SS-Oberführer Bernhard Fischer-Schweder gegen das Land Baden-Württemberg auf Wiedereinstellung klagte, wurden staatsanwaltschaftliche Ermittlungen begonnen. Der Prozess wurde von den Generalstaatsanwälten Richard Schmid, Erich Nellmann, Erwin Schüle und Fritz Bauer initiiert. Es war der erste große Prozess gegen nationalsozialistische Täter vor einem deutschen Strafgericht. Vor Gericht standen der Polizeichef von Memel Bernhard Fischer-Schweder sowie neun weitere Angehörige des Einsatzkommando Tilsit.
(Hans-Joachim Böhme, Werner Hersmann, Edwin Sakuth, Werner Kreuzmann, Harm Willms Harms, Gerhard Carsten, Franz Behrendt, Pranas Lukys, Werner Schmidt-Hammer). Insgesamt sagten 184 Zeugen aus, darunter auch der SS-Standartenführer Martin Sandberger, oder es wurden Protokolle ihrer Aussagen verlesen, darunter einige Augenzeugen, die überlebt hatten. Zu den Beweismitteln gehörte auch die Weisung Nr. 21 und seine Ausführungsbefehle, soweit sie die Einsatzgruppen betrafen. Vorsitzender des Ulmer Schwurgerichts, das sich aus sechs Geschworenen zusammensetzte, war der Landgerichtsdirektor Edmund Wetzel.
Sämtliche Angeklagten wurden wegen „Beihilfe zum gemeinschaftlichen Mord“ in 315 bis 3907 Fällen zu Haftstrafen zwischen 3 und 15 Jahren verurteilt. Außerdem verloren sie für eine gewisse Zeit ihre bürgerlichen Ehrenrechte. Obwohl die Staatsanwaltschaft die hohe Eigeninitiative bei den Mordaktionen herausgestellt hatte und für mehrere ehemalige SS-Führer eine lebenslange Strafe gefordert hatte, wurden die Angeklagten am 29. August 1958 nur als „Gehilfen“ verurteilt und damit so, als ob die Täter die Tat nicht selbst gewollt hätten. Dies entsprach in der damaligen Zeit der Vergangenheitsbewältigung der Rechtsprechung bis hinauf zum Bundesgerichtshof, der Hitler, Himmler oder Heydrich als Haupttäter galten. Darauf zielte auch die Verteidigungsstrategie im Prozess: So folgte das Gericht der Darstellung Böhmes, ihm sei vor der ersten Mordaktion in Gargždai vom 24. Juni 1941 von Walter Stahlecker mit Bestätigung des RSHA befohlen worden, alle jüdischen Männer, Frauen und Kinder zu ermorden. Dies erscheint der jüngeren Forschung unwahrscheinlich: Ein Bericht Böhmes vom 1. Juli 1941 spricht lediglich von einer Genehmigung und „Einverständnis“ durch Stahlecker, eine Weisung zur systematischen Ermordung jüdischer Frauen und Kinder ist für diese Zeit nicht sicher nachgewiesen und dem entspricht auch die Praxis der systematischen Morde, die erst ab August 1941 Frauen und Kinder miteinschlossen.
| Angeklagter               | gemeinschaftliche Beihilfe zum gemeinschaftlichen Mord | Zuchthausstrafe   | Verlust der bürgerlichen Ehrenrechte |
| ------------------------- | ------------------------------------------------------ | ----------------- | ------------------------------------ |
| Hans-Joachim Böhme        | in 3907 Fällen                                         | 15 Jahre          | 10 Jahre                             |
| Werner Hersmann           | in 1656 Fällen                                         | 15 Jahre          | 10 Jahre                             |
| Bernhard Fischer-Schweder | in 526 Fällen                                          | 10 Jahre          | 7 Jahre                              |
| Pranas Lukys              | in 315 Fällen                                          | 7 Jahre           | 5 Jahre                              |
| Werner Kreuzmann          | in 415 Fällen                                          | 5 Jahre           | 4 Jahre                              |
| Harm Willms Harms         | in 526 Fällen                                          | 3 Jahre           | 2 Jahre                              |
| Franz Behrendt            | in 1126 Fällen                                         | 5 Jahre, 3 Monate | 3 Jahre                              |
| Gerhard Carsten           | in 423 Fällen                                          | 4 Jahre           | 3 Jahre                              |
| Edwin Sakuth              | in 526 Fällen                                          | 3 Jahre, 6 Monate | 2 Jahre                              |
| Werner Schmidt-Hammer     | in 526 Fällen                                          | 3 Jahre           |                                      |

## Folgen
Die Medien berichteten ausführlich über den Prozessverlauf und weckten ein außerordentliches Interesse der Öffentlichkeit. Etliche Schlagzeilen wie  „Das dunkelste Kapitel der deutschen Geschichte“, „In Ulm steht eine ganze Epoche vor Gericht“ und „Endlich kam die Wahrheit an den Tag“ hoben im Sommer 1958 die Bedeutung des Prozesses hervor, der als Zäsur im Umgang der bundesdeutschen Justiz mit nationalsozialistischen Gewaltverbrechern gilt und zugleich den Holocaust in die breite Öffentlichkeit rückte. Es wurde nun offensichtlich, dass ein Großteil der Massenverbrechen bislang nicht untersucht und geahndet worden war und dass unklare Zuständigkeiten eine zielgerichtete Ermittlungsarbeit behinderten.
Anfangs hatten die Besatzungsmächte Prozesse gegen solche Täter vorangetrieben, die sich der Verbrechen an alliierten Militär- und Zivilpersonen schuldig gemacht hatten oder wegen Verbrechen gegen die Menschlichkeit angeklagt wurden. So hatte es bereits 1947 einen Einsatzgruppen-Prozess gegeben. Der deutschen Gerichtsbarkeit war es überlassen worden, die NS-Verbrechen zu ahnden, bei denen deutsche Staatsangehörige die Opfer waren. Als die Besatzungsmächte sich zurückzogen, war nur ein Teil derjenigen NS-Massenverbrechen strafrechtlich abgeurteilt worden, für die sie die Gerichtsbarkeit an sich gezogen hatten.
Nun wurde offenkundig, dass eine systematische Ermittlungsarbeit dringend erforderlich war. Die verdrängte Vergangenheit ließ sich nicht länger verleugnen. Der Ulmer Einsatzgruppenprozess wird daher oftmals als ein Wendepunkt in der öffentlichen Wahrnehmung der Bestrafung nationalsozialistischer Verbrechen gesehen. Die Nachkriegsgesellschaft, die sich mit ihrer Schlussstrich-Mentalität einer freimütigen Vergangenheitsbewältigung zu entziehen suchte, wurde in der Folgezeit durch den Prozess gegen Adolf Eichmann im Jahre 1961 und dann ab 1963 durch die Auschwitzprozesse mit grauenerregenden Tatsachen konfrontiert.
Eine unmittelbare Folge des Ulmer Einsatzgruppen-Prozesses war die Einrichtung der Zentralen Stelle der Landesjustizverwaltungen zur Aufklärung nationalsozialistischer Verbrechen mit Sitz in Ludwigsburg (kurz Ludwigsburger Zentrale Stelle). Ihre Vorermittlungen legten in fast allen Fällen die Grundlage für die bundesdeutsche strafrechtliche Verfolgung von NS-Verbrechen. Sie nahm am 1. Dezember 1958 ihre Arbeit auf, Leiter wurde der Stuttgarter Oberstaatsanwalt Erwin Schüle, der das Plädoyer der Anklage im Ulmer Einsatzgruppen-Prozess gehalten hatte.

## Medien
- Der Ulmer Prozess. SS-Einsatzgruppen vor Gericht. Dokumentation, 2006, 45 Min., Buch und Regie: Eduard Erne, Produktion: SWR, Erstsendung: 4. Mai 2006, Inhaltsangabe von der Stadt Ulm
- Tonaufnahme der Urteilsverkündung Veröffentlichung des  Landesarchivs Baden-Württemberg